# María Barranco
María Barranco, née à Malaga le 11 juin 1961, est une actrice espagnole, deux fois lauréate du Goya de la meilleure actrice dans un second rôle.

## Biographie
María Barranco abandonne ses études de médecine pour étudier l'art dramatique à Malaga, sa ville natale, où elle intègre plusieurs troupes de théâtre. Elle s'installe ensuite à Madrid pour y poursuivre sa carrière.
Sa fraîcheur et son accent andalou convainquent Pedro Almodóvar de lui offrir un rôle dans Femmes au bord de la crise de nerfs : celui de Candela, l'amie mannequin de Pepa (Carmen Maura), angoissée par la relation amoureuse qu'elle a entretenue avec un terroriste chiite. 
Ce rôle mémorable la fait accéder à la célébrité, mais la cantonnera en contrepartie à jouer essentiellement des seconds rôles comiques, parfois pour des réalisateurs de renom tels que Bigas Luna, Julio Medem ou Álex de la Iglesia.
De 1982 à 2004, elle fut l'épouse du réalisateur Imanol Uribe, avec qui elle eut une fille en 1993, Andrea.

## Filmographie partielle
- 1988 : Tu novia está loca d'Enrique Urbizu
- 1988 : Femmes au bord de la crise de nerfs de Pedro Almodóvar : Candela
- 1989 : Attache-moi ! de Pedro Almodóvar : Berta
- 1990 : Les Vies de Loulou de Bigas Luna : Ely
- 1991 : Le Roi ébahi de Imanol Uribe : Lucrecia
- 1993 : L'Écureuil rouge de Julio Medem : Carmen
- 1995 : Bouche à bouche (Boca a boca) de Manuel Gómez Pereira
- 1997 : 99.9 de Agustí Villaronga : Lana
- 1998 : La Fille de tes rêves de Fernando Trueba : L'ambassadrice d'Espagne
- 2001 : Anita n'en fait qu'à sa tête de Ventura Pons : Natalia
- 2010 : La vida empieza hoy de Laura Mañá : Nina
- 2013 : Les Sorcières de Zugarramurdi de Álex de la Iglesia : Vieille trachéotomisée

## Distinctions
- Cinq fois nommée pour le Goya de la meilleure actrice dans un second rôle, María Barranco a obtenu le prix pour ses interprétations dans Femmes au bord de la crise de nerfs et Les Vies de Loulou.
- Son rôle de Candela dans Femmes au bord de la crise de nerfs lui a également valu un prix Sant Jordi du cinéma.